# This Is My Life (album de Calvin Russell)
Pour le single d'Edward Maya, voir This Is My Life.
Albums de Calvin Russell
Calvin Russell
(1997) Sam
(1999)
This Is My Life  est un album du chanteur et guitariste de folk, rock et blues américain Calvin Russell, paru en 1998.

## Titres
1. "This Is My Life" (Russell) - 4:04
2. "Crack in Time" (Russell) - 4:35
3. "Big Brother" (Russell) - 3:17
4. "Crossroads" (White) - 7:30
5. "One Meatball" (White) - 3:54
6. "Baby I Love You" (Russell) - 2:21
7. "Soldier" (Russell) - 5:52
8. "Rat and Roaches" (Russell) - 4:29
9. "This Is Your World" (Russell) - 4:40
10. "Don't Turn Your Head" (Graham, Russell) - 3:14
11. "Trouble" (Russell) - 5:28
12. "Valley Far Below" (Barker) - 4:41
13. "Texas Song" (Russell) - 4:04
14. "Let the Music Play" (Russell) - 4:38
15. "It's All Over Now" (Bobby Womack, Shirley Jean Womack) - 3:50
16. "Forever Young" (Bob Dylan) - 5:14

## Musiciens
- Calvin Russell - guitares, chant
- Jon Blondell - basse
- Jon Dee Graham - guitare
- Kris McKay - voix
- Susan Voelz - voix
- David Waddell - basse